# Gare de Grand-Bigard
La gare de Grand-Bigard (en néerlandais : station Groot-Bijgaarden) est une gare ferroviaire belge de la ligne 50 de Bruxelles à Gand située sur le territoire de la commune de Dilbeek, dans la province du Brabant flamand en Région flamande.
Un premier arrêt pour les voyageurs est mis en service en 1888. C'est un point d'arrêt sans personnel de la Société nationale des chemins de fer belges (SNCB) desservie par des trains Suburbains (S). Elle est desservie par le terminus Groot-Bijgaarden de la ligne 9 du tramway de Bruxelles. Comme cet arrêt est un des seuls de la STIB se trouvant en Flandre dans une commune sans facilités, il n'a un nom officiel qu'en néerlandais, comme c'est le cas aussi pour les arrêts Tervuren station et Lot station.

## Situation ferroviaire
Établie à 36 mètres d'altitude, la gare de Grand-Bigard est située au point kilométrique (PK) 8,522 de la ligne 50 de Bruxelles à Gand, entre les gares de Berchem-Sainte-Agathe et de Dilbeek.

## Histoire
Le point d'arrêt de Grand-Bigard est mis en service le 1er avril 1888 sur la ligne de Bruxelles à Gand. Il accède au rang de halte en mars 1901. Son nom officiel devient Groot-Bijgaarden en 1937.
Elle a été dotée d'un bâtiment de halte de plan type 1893 lequel est désaffecté après la fermeture du guichet[Quand ?] et démoli en 2004.

## Service des voyageurs

### Accueil
Halte SNCB, c'est un point d'arrêt non géré (PANG) à accès libre.

### Desserte
Grand-Bigard est desservie par des trains Suburbains (S), de la SNCB,.
La desserte, cadencée à l’heure, comprend, en semaine et les week-ends, des trains S10 reliant Bruxelles-Midi à Alost, renforcés en semaine par deux trains supplémentaires en heure de pointe (le matin vers Bruxelles et l’après-midi vers Alost).
Il existe également des trains S4 qui relient Malines à Alost et circulent uniquement les jours de semaine.

### Intermodalité
Un parking pour les véhicules y est aménagé. La gare est desservie par l'arrêt Groot-Bijgaarden de la ligne 9 du tramway de Bruxelles.

## Comptage voyageurs
Ce graphique et tableau montre le nombre de voyageurs embarquant en moyenne durant la semaine, le samedi et le dimanche.
| Nombre de passagers qui embarquent à la gare de Grand-Bigard | Nombre de passagers qui embarquent à la gare de Grand-Bigard | Nombre de passagers qui embarquent à la gare de Grand-Bigard | Nombre de passagers qui embarquent à la gare de Grand-Bigard |
|                                                              | Semaine                                                      | Samedi                                                       | Dimanche                                                     |
| ------------------------------------------------------------ | ------------------------------------------------------------ | ------------------------------------------------------------ | ------------------------------------------------------------ |
| 1977                                                         | 488                                                          | 95                                                           | 63                                                           |
| 1978                                                         | 569                                                          | 86                                                           | 61                                                           |
| 1979                                                         | 508                                                          | 89                                                           | 59                                                           |
| 1980                                                         | 510                                                          | 105                                                          | 80                                                           |
| 1981                                                         | 453                                                          | 81                                                           | 69                                                           |
| 1982                                                         | 302                                                          | 42                                                           | 45                                                           |
| 1983                                                         | 431                                                          | 74                                                           | 80                                                           |
| 1984                                                         | 406                                                          | 54                                                           | 42                                                           |
| 1985                                                         | 379                                                          | 59                                                           | 55                                                           |
| 1986                                                         | 337                                                          | 61                                                           | 46                                                           |
| 1987                                                         | 340                                                          | 77                                                           | 51                                                           |
| 1988                                                         | 347                                                          | 75                                                           | 42                                                           |
| 1989                                                         | 365                                                          | 62                                                           | 38                                                           |
| 1990                                                         | 454                                                          | 58                                                           | 40                                                           |
| 1991                                                         | 405                                                          | 60                                                           | 57                                                           |
| 1992                                                         | 317                                                          | 67                                                           | 43                                                           |
| 1993                                                         | 296                                                          | 59                                                           | 30                                                           |
| 1994                                                         | 268                                                          | 48                                                           | 28                                                           |
| 1995                                                         | 237                                                          | 55                                                           | 25                                                           |
| 1996                                                         | 320                                                          | 44                                                           | 49                                                           |
| 1997                                                         | 296                                                          | 43                                                           | 45                                                           |
| 1998                                                         | 290                                                          | 50                                                           | 23                                                           |
| 1999                                                         | 306                                                          | 46                                                           | 34                                                           |
| 2000                                                         | 317                                                          | 40                                                           | 35                                                           |
| 2001                                                         | 358                                                          | 57                                                           | 56                                                           |
| 2002                                                         | 298                                                          | 62                                                           | 42                                                           |
| 2003                                                         | 353                                                          | 59                                                           | 46                                                           |
| 2004                                                         | 365                                                          | 62                                                           | 42                                                           |
| 2005                                                         | 434                                                          | 90                                                           | 52                                                           |
| 2006                                                         | 422                                                          | 72                                                           | 40                                                           |
| 2007                                                         | 410                                                          | 64                                                           | 46                                                           |
| 2008                                                         | -                                                            | -                                                            | -                                                            |
| 2009                                                         | 474                                                          | 54                                                           | 60                                                           |
| 2010                                                         | -                                                            | -                                                            | -                                                            |
| 2011                                                         | -                                                            | -                                                            | -                                                            |
| 2012                                                         | 494                                                          | 77                                                           | 55                                                           |
| 2013                                                         | 479                                                          | 70                                                           | 36                                                           |
| 2014                                                         | 501                                                          | 69                                                           | 54                                                           |
| 2015                                                         | 453                                                          | 67                                                           | 61                                                           |
| 2016                                                         | 408                                                          | 99                                                           | 62                                                           |
| 2017                                                         | 421                                                          | 93                                                           | 86                                                           |
| 2018                                                         | 442                                                          | 96                                                           | 94                                                           |
| 2019                                                         | 514                                                          | 101                                                          | 72                                                           |
| 2020                                                         | 332                                                          | 44                                                           | 39                                                           |
| 2021                                                         | -                                                            | -                                                            | -                                                            |
| 2022                                                         | 554                                                          | 166                                                          | 137                                                          |
| 2023                                                         | 561                                                          | 171                                                          | 153                                                          |
| 2024                                                         | 568                                                          | 292                                                          | 257                                                          |